# 콰드라게시모 안노
콰드라게시모 안노(Quadragesimo Anno)는 40년 후라는 뜻으로, 교황 비오 11세가 1931년에 교황 레오 13세의 노동 회칙 공포 40년을 기념하여, 사회 질서 재건에 관해 반호한 회칠 제목의 첫 대문의 말이다.